# Les Insurgés (film, 2008)
Pour les articles homonymes, voir Defiance et Les Insurgés.
Pour plus de détails, voir Fiche technique et Distribution.
Les Insurgés ou Rébellion au Québec et au Nouveau-Brunswick (Defiance) est un film de guerre américain réalisé, produit et écrit par Edward Zwick et sorti en 2008. Il est adapté du livre Defiance de Nechama Tec qui narre l'histoire authentique des partisans Bielski. Le film suit à la trace leur lutte face à l'envahisseur allemand et le sauvetage d’environ un millier de vies juives.
Le film est sorti en avant-première aux États-Unis le 31 décembre 2008, et a été présenté dans les salles américaines le 9 janvier 2009. Il est sorti dans les cinémas français le 9 janvier 2009 et en Belgique le 4 mars 2009.

## Synopsis
1941. En pleine Seconde Guerre mondiale, alors que les Allemands déportent de nombreux Juifs, Tuvia Bielski (en) et ses trois frères Zus, Asael et Aron, une fratrie de l'Ouest de la Biélorussie, alors polonaise, viennent de perdre leurs parents, tués par un Schutzmannschaft et se cachent dans la forêt de leur enfance. Alors qu'ils cherchent vengeance en allant tuer des Nazis, les frères sont rejoints par des Juifs qui viennent s'y réfugier. Rapidement, les frères doivent renoncer aux expéditions punitives pour privilégier les ravitaillements permettant la survie de la nouvelle communauté dans la forêt.
Au cours des mois, la communauté prend part au sauvetage de centaines de Juifs pris au piège dans les ghettos voisins. Peu à peu, leurs exploits traversent le pays et amènent de nombreux hommes et femmes à se rallier aux Bielski. Mais à la suite d'une dispute entre Tuvia et Zus, ce dernier rejoint avec des Juifs les partisans soviétiques. Bien qu'unis dans le combat contre les allemands, Zus se rend compte que les Soviétiques sont également antisémites. Pendant ce temps, les conditions de survie de la communauté sont très difficiles dans la forêt durant l'hiver, marquée par la famine et les maladies et l'autorité de Tuvia est parfois remise en cause. Au cours de l'hiver, Tuvia et Zus s'allient pour attaquer un poste de police pour que le premier ramène des médicaments, tandis que le second apporte une victoire stratégique aux partisans.
Le printemps arrive enfin. Mais au camp, une femme violée par les Allemands donne naissance à un bébé et Tuvia, mis au courant, accepte qu'elle le garde. Mais l'armée allemande encercle la forêt et trouve le camp. Tuvia organise l'exode de la communauté à travers les marécages pour échapper aux allemands. Mais de l'autre côté, ils se font surprendre en embuscade par un groupe allemand et n'ont pas d'autre choix que de se battre. Mais ils seront sauvés par l'intervention du groupe de Zus qui a quitté les Soviétiques partis en retraite. La fratrie est réunie dans le bonheur et la communauté, sauvée, se réfugie dans une autre partie de la forêt. Elle y restera deux ans et demi et elle aura sauvé 1200 juifs à la fin de la guerre.

## Fiche technique
- Titre français : Les Insurgés
- Titre original : Defiance
- Titre québécois : Rébellion
- Réalisation : Edward Zwick
- Scénario : Edward Zwick et Clayton Frohman, d'après Defiance de Nechama Tec
- Musique : James Newton Howard
- Photographie : Eduardo Serra
- Montage : Steven Rosenblum
- Production : Edward Zwick et Pieter Jan Brugge
- Sociétés de production : Paramount Vantage, Bedford Falls Productions et Grosvenor Park Productions
- Société de distribution : Paramount Pictures (États-Unis), Metropolitan FilmExport (France), Essential Entertainment (International)
- Budget : 32 millions de dollars
- Pays de production :  États-Unis
- Langues originales : anglais, russe
- Genre : guerre, drame historique
- Durée : 137 minutes
- Dates de sortie[1] :
  - États-Unis : 31 décembre 2008
  - France : 14 janvier 2009
- Classification[2] :
  - États-Unis : R
  - France : tous publics

## Distribution

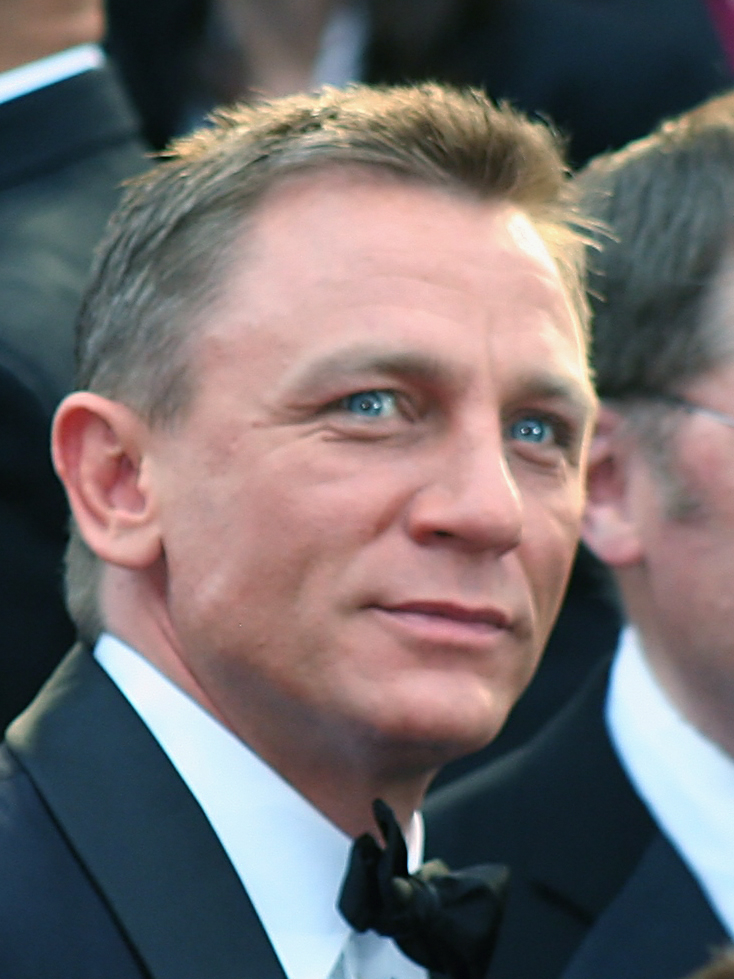
L'acteur principal, l'Anglais Daniel Craig, ici en février 2009.

- Daniel Craig (VF : Éric Herson-Macarel ; VQ : Daniel Picard) : Tuvia Bielski (en)
- Liev Schreiber (VF : Thierry Hancisse ; VQ : Pierre Auger) : Alexandrov « Zus » Bielski
- Jamie Bell (VF : Alexandre Nguyen ; VQ : Hugolin Chevrette-Landesque) : Asael Bielski (en)
- George MacKay (VQ : Léo Caron) : Aron Bielski
- Mia Wasikowska (VQ : Catherine Sénart) : Chaya Dziencielsky, amoureuse puis épouse d'Asael
- Mark Margolis (VQ : Aubert Pallascio) : l’aîné du ghetto
- Mark Feuerstein (VQ : François Godin) : Isaac Malbin
- Jodhi May (VQ : Aline Pinsonneault) : Tamara Skidelski
- Tomas Arana (VQ : Jean-Luc Montminy) : Ben Zion Gulkowitz
- Allan Corduner (VQ : Jean-Marie Moncelet) : Shamon Haretz, instituteur
- Alexa Davalos (VF : Catherine Le Hénan ; VQ : Nadia Paradis) : Lilka Ticktin, amoureuse de Tuvia
- Iben Hjejle : Bella, amoureuse de Zus
- Iddo Goldberg : Yitzhak Shulman
- Sam Spruell : Arkady Lubczanski
- Ravil Isyanov : Viktor Panchenko
- Kate Fahy (en) : Riva Reich
- Rolandas Boravskis (lt) : Gramov

## Production
Edward Zwick a commencé à écrire le scénario en 1999 après avoir acquis les droits cinématographiques du livre de Nechama Tec. Il a développé le projet sous la bannière de sa société de production Bedford Falls Productions, et le projet a été financé par la société londonienne Grosvenor Park Productions avec un budget de 32 millions de dollars.
Paramount Pictures a acquis les droits de distribution aux États-Unis et au Canada.
En mai 2007, Daniel Craig a été choisi dans le rôle principal. Le mois d'août suivant, Liev Schreiber, Jamie Bell, Alexa Davalos et Tomas Arana ont été choisis. La production a commencé début septembre 2007, afin que Craig puisse terminer le tournage à temps pour reprendre son rôle de James Bond dans Quantum of Solace.
Le film a été filmé en trois mois en Lituanie, juste de l'autre côté de la frontière avec la Biélorussie. Le coproducteur Pieter Jan Brugge a estimé que les lieux de tournage, entre 150 et 200 kilomètres des sites réels, ont donné de l'authenticité au film ; certains figurants locaux étaient des descendants des familles juives sauvées par les partisans de Bielski.

## Bande originale
Sauf indication contraire, les informations mentionnées dans cette section peuvent être confirmées par le générique de fin de l'œuvre audiovisuelle présentée ici, ainsi que par la base de données cinématographiques IMDb,  présente dans la section « Liens externes ».
- A Tants Fun Propoisk.
- Kupalinka.
- Oy, Pri Luzhku, Pri Luzhke par Ravil Isyanov.
- Ikh Bin A Mame.

Musiques non mentionnées dans le générique
Par James Newton Howard :
- Defiance / Main Titles, durée : 2 min 26 s.
- Survivors, durée : 2 min 10 s.
- Make Them Count, durée : 2 min 39 s.
- Your Wife, durée : 3 min 7 s.
- The Bielski Otriad, durée : 5 min 17 s.
- Bella And Zus, durée : 2 min 16 s.
- Exodus, durée : 4 min 29 s.
- Camp Montage, durée : 2 min 22 s.
- The Wedding, durée : 1 min 36 s.
- Winter, durée : 2 min 1 s.
- Escaping The Ghetto, durée : 1 min 34 s.
- Police Station, durée : 4 min 32 s.
- Tuvia Kisses Lilka, durée : 3 min 16 s.
- Nothing Is Impossible, durée : 7 min 33 s.
- The Bielski Brothers / Ikh Bin A Mame, durée : 4 min 22 s.

## Accueil

### Accueil critique
Sur l'agrégateur américain Rotten Tomatoes, le film récolte 57 % d'opinions favorables pour 184 critiques. Sur Metacritic, il obtient une note moyenne de 58⁄100 pour 34 critiques.
En France, le site Allociné propose une note moyenne de 2,7⁄5 à partir de l'interprétation de critiques provenant de 21 titres de presse.

### Box-office
Le film réalisé 128 000 $ au cours de ses deux semaines de sortie limitée à New York et à Los Angeles. Il a rapporté 10 millions de dollars au cours de son premier week-end de large sortie aux États-Unis.
À la fin de son box-office, le film a rapporté environ 52 millions de dollars dans le monde entier.